# Alexander Litovchenko
Aleksandr Dmítrievich Litóvchenko (en ruso: Алекса́ндр Дми́триевич Лито́вченко; en ucraniano: Олександр Дмитрович Литовченко; 1835, Kremenchuk-28 de junio de 1890, San Petersburgo) fue un pintor ruso que se especializó en representar la Principado de Moscú de los siglos XVI y XVII.

## Biografía
Litóvchenko asistió a la Academia Imperial de las Artes y, aunque sus compañeros lo criticaron por sus composiciones un poco forzadas, recibió una medalla de oro menor por su interpretación de Caronte transportando las almas de los muertos a través del Estigia. Junto con varios otros pintores jóvenes, desafió el espíritu académico que prevalecía en la Academia y en 1863 la dejó para convertirse en pintor independiente, uniéndose al movimiento Peredvízhniki en 1876.
En 1868, Litóvchenko fue reconocido como académico por su imagen de un cetrero sirviendo en la corte del zar Alejo (una de sus varias versiones del tema). Entre sus pinturas más grandes, el zar compró Iván el Terrible mostrando sus tesoros a Jerome Horsey (1875) para el Museo Alejandro III en San Petersburgo, y El zar Alejo y el arzobispo Nikon venerando las reliquias del patriarca Felipe (1886) fue adquirida por Pável Tretiakov para su colección en Moscú (al igual que los mejores de sus retratos).

Litóvchenko también es recordado como el autor de siete murales en la Catedral de Cristo Salvador en Moscú y un conjunto de íconos para el memorial de la Guerra de Crimea en Sebastopol.

Obras de Aleksandr Litóvchenko
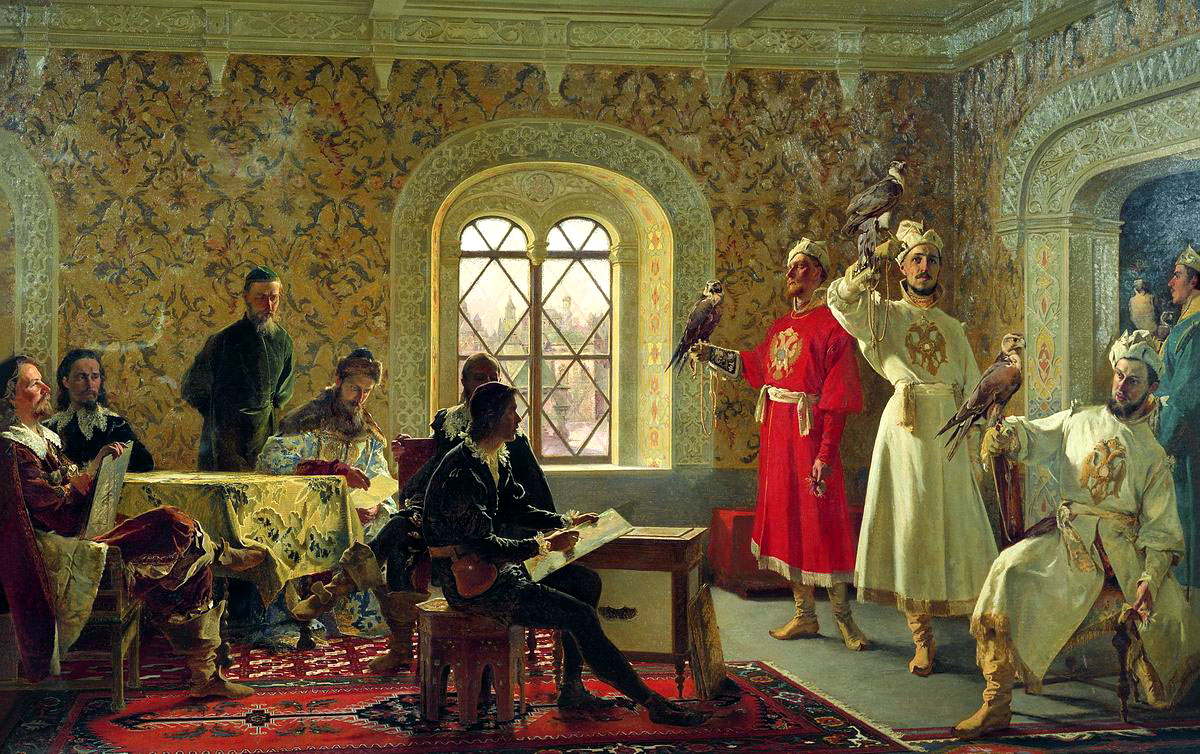
El embajador Horatio Calvucci dibujando los halcones favoritos del Zar Alejo I (1889)
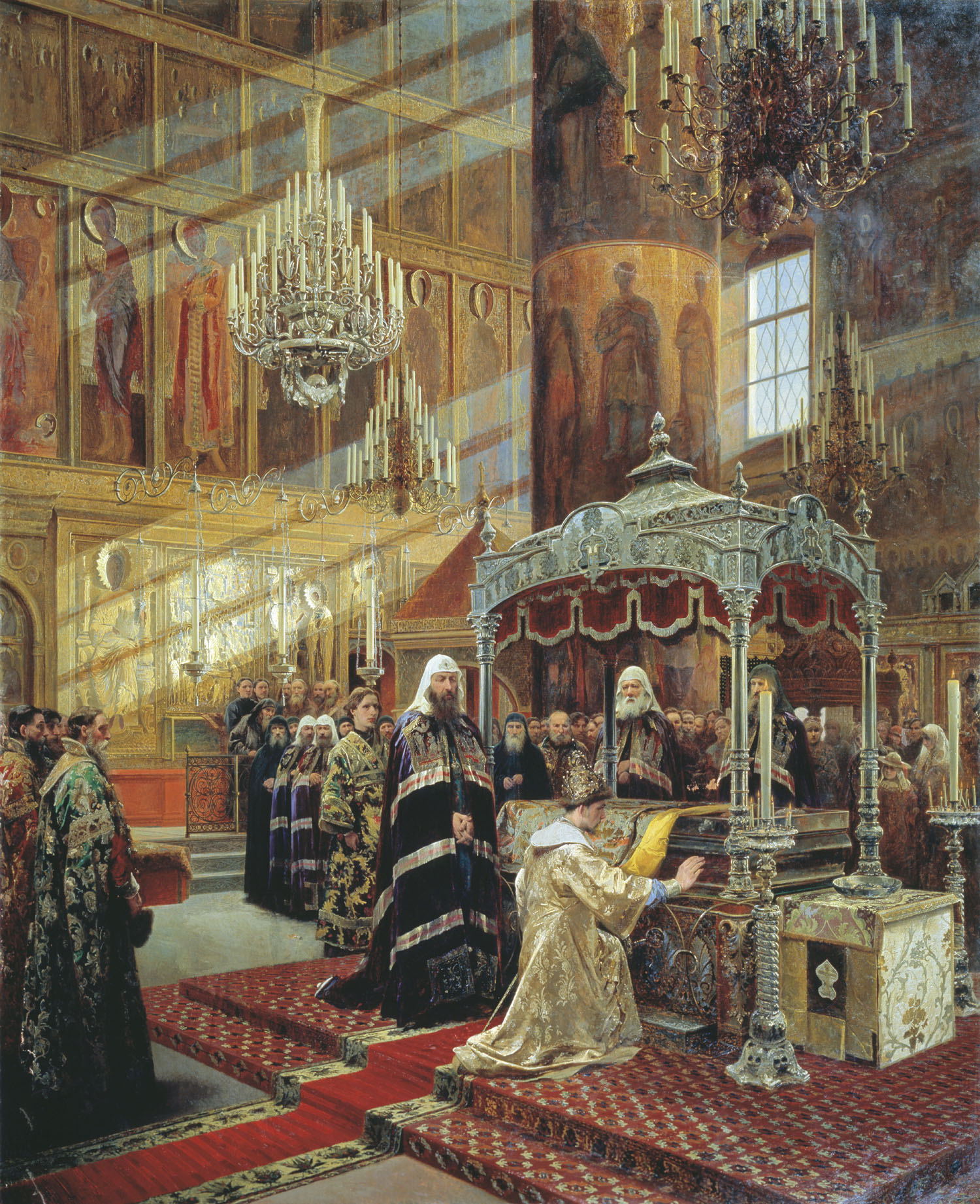
El zar Alejo rezando ante las reliquias en presencia del Metropolitano Felipe y el patriarca Nikon
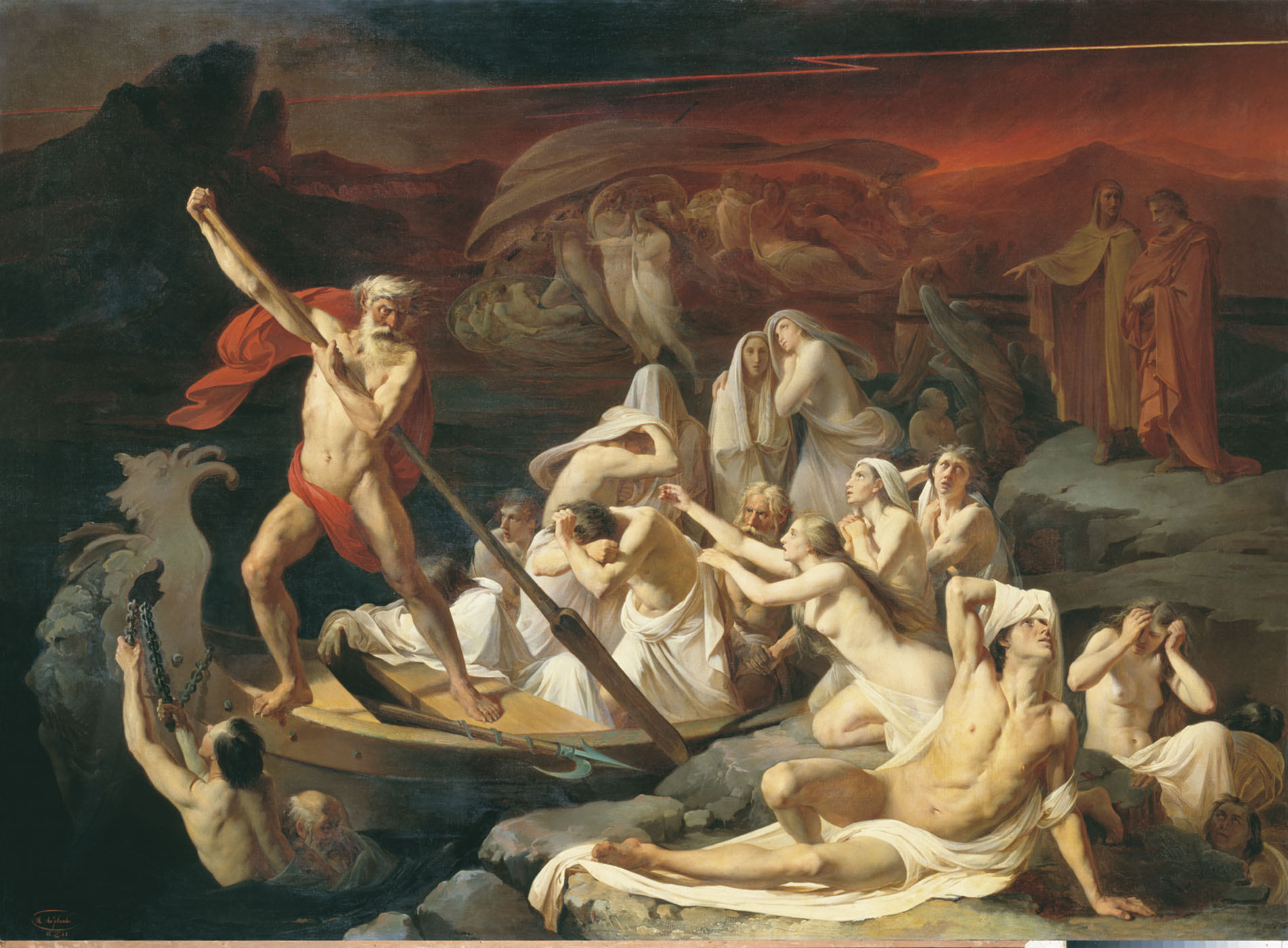
Caronte llevando almas a través del Estigia (1861)
Iván el Terrible mostrando sus tesoros a Jerome Horsey, el embajador inglés (1875)